# Груповий добір
Групови́й до́бі́р (відбі́р) — окремий випадок природного добору, при якому відбувається диференційоване виживання цілих популяцій, що відбувається при вимиранні інших популяцій того ж виду. Термін введений В. К. Вінн-Едвардсом (англ. Wynne-Edwards V.C.) в 1962 році.
З погляду генетики при груповому доборі деякий алель гену може зафіксуватися або поширитися в групі особин, даючи їй еволюційну конкурентну перевагу по відношенню до інших груп особин того ж виду.
Груповий добір у вузькому розумінні: діє на групи популяційної природи — деми, ценопопуляції, локальні популяції.
Груповий добір у широкому розумінні: може діяти на групи особин дуже різноманітної природи — популяції, клони, сім'ї, соціальні групи тощо. Включає різні механізми, у тому числі і родинний добір.

## Розвиток поняття
І. І. Шмальгаузен (1946, 1969) показав, що вимирання цілих популяцій не веде до прогресивної еволюції тих, які вижили, оскільки у них при цьому не виробляються нові адаптації. За сприятливих обставин, вимирання тієї або іншої популяції може сприяти утворенню хіатуса — перерви поступової мінливості ознак при припиненні потоку генів між популяціями, які межують з вимерлими. Дійсно, вимирання карасів, які мешкають у ставку, що пересох, ніяк не відбивається на адаптації карасів, які мешкають у непересохлих ставках.
До аналогічного висновку в 1976 р. прийшов відомий американський мірмеколог Е. Вілсон при розгляді іншого аспекту проблеми групового відбору: питання про те, як виникають групові адаптації.
Термін введений В. К. Вінн-Едвардсом (Wynne-Edwards V.C.) в 1962 році. Спочатку він пов'язував груповий відбір з процесом з вибіркового виживання окремих популяцій, який веде до збільшення пристосованості виду та його розквіту. Однак груповий добір у своїй основі має індивідуальний добір. Більше того, груповий відбір слабший за індивідуальний з таких причин:
- плодючість та смертність особин набагато більша ніж у груп особин;
- генетична мінливість особин набагато більша ніж у груп особин;
- кореляція між ознаками та репродуктивним успіхом особин набагато більша, ніж у груп особин.

Усі ці причини обумовлюють набагато більшу в порівнянні з груповою індивідуальну пристосованість, пластичність та адаптаційну здатність.